# 兴义镇 (新津县)
兴义镇，是中华人民共和国四川省成都市新津区下辖的一个乡镇级行政单位。

## 行政区划
兴义镇下辖以下地区：
兴场社区、余石村、三合村、纪碾村、田渡村、广滩村、先寺村、杨牌村、万和村、岷江村、波尔村和张河村。